# Mathilde Ludendorff
Mathilde Friederike Karoline Ludendorff (født Mathilde Spiess, 4. oktober 1877 i Wiesbaden, død 12. maj 1966 i Tutzing) var en tysk læge med specialisering indenfor psykiatri. I 1926 giftede hun sig med den preussiske general Erich Ludendorff, en af Hitlers støttespillere.
Mathilde Ludendorff interesserede sig tidligt for kvindebevægelsen, men kombinerede hurtigt feminisme med völkisch (= folkelig) og nyhedensk tankegang. I 1917 udgav hun første gang Das Weib und seine Bestimmung (= Kvinden og hendes bestemmelse), senere udgivet i mere ideologisk tilspidset version, bygget på idealbilledet af "den urgermanske højagtelse af kvinden", hvor kvinden i højere grad havde en religiøs betydning, før jøderne efter hendes opfattelse fratog kvinden hendes myndighed ved en skabelsesmytologisk kønsordning, der satte kvinden nederst. Fru Ludendorff ønskede kvindens oprindelige stilling genoprettet, som den beskrives i Tacitus' Germania. Også Snorres beskrivelse af nornerne i Edda bestyrkede hendes opfattelse af dette. I 1934 udgav hun og Walter Löhde (1890–1965) pamfletten Christliche Grausamkeit an deutschen Frauen (= Kristen grusomhed mod tyske kvinder), et meget antisemitisk propagandaskrift med en helt urimelig påstand om, at kristendommen under jødisk påvirkning havde ni millioner "hekses" liv på samvittigheden. Tallet er taget ud af luften.
Hun udgav bogen Triumph des Unsterblichkeitswillens (= Udødelighedsviljens triumf), hvor hun påstod, at alle mennesker af germansk race har mulighed for "selvfrelse". Hun benægtede eksistensen af en personlig gud, men mente, det findes en guddomskraft, som først når frem til selvbevidsthed hos nordiske mennesker. Hun inddelte derfor menneskeheden i lys- og skyggeracer, hvor især jøderne repræsenterer det onde og uafladeligt prøver at holde den germanske lysrace nede i uvidenhed. Kristendommen ses på som et bevidst jødisk forsøg på at forhindre germanernes selvforståelse.
Sammen med sin mand ville hun grundlægge en ny, anti-kristen og tysk-tro religion, grundlagt på germanske hekses formodede kultus. Den slags fik ingen tilslutning fra Hitler, men Himmler var yderst interesseret i alt okkult. For ham var hekseprocesserne en forbrydelse rettet mod det tyske folk af den katolske kirke, der ville tilintetgøre den gammelgermanske kulturarv som del af en jødisk sammensværgelse. Han iværksatte allerede i 1935 sit H-Sonderauftrag (= hekse-særopdrag), og frem til 1944 gennemsøgte 14 medarbejdere mindst 260 arkiver og biblioteker efter dokumenter fra hekseprocesserne. Resultatet, 33.846 A4-sider, konkluderede med, at "den biologiske påvirkning" af heksebrændingerne var minimal, da de fleste henrettede angiveligt var ældre kvinder. Dokumentsamlingen kendes i dag under navnet "heksekartoteket" og opbevares i arkiverne i Poznan.
Mathilde Ludendorffs tænkning var domineret af antisemitiske konspirationsteorier. I 1937 blev hendes forening Deutsche Gotterkenntnis (= Tysk gudserkendelse) anerkendt af Hitler, men forbudt af de allierede besættelsesmagter i 1945, og fru Ludendorff indsat som NS-aktivist. I 1951 blev foreningen nydannet under navnet Bund für Gotterkenntnis (= Forbund for gudserkendelse), men i 1961 forbudt i flere af de tyske forbundslande som grundlovsfjendtligt. I 1977 blev forbuddet dog ophævet i Bayern pga. en sagsbehandlingsfejl.